# لويس بارانكوس
لويس بارانكوس ألفاريز (بالإسبانية: Luis Barrancos)‏ ، من مواليد 19 أغسطس 1946 ، حكم كرة قدم بوليفي دولي سابق.
حكم في بطولة كأس العالم لكرة القدم 1982.

## روابط خارجية
- لويس بارانكوس على موقع Soccerway.com (الإنجليزية)